# Addrup
Addrup és un poble del districte de Cloppenburg, a la Baixa Saxònia, Alemanya.

## Geografia
Addrup limita amb els pobles de Gut Lage, Uptloh, Bevern, Calhorn i Stadtsholte dins del municipi d'Essen (Oldenburg) (en). A l'est, Addrup fa frontera amb Lüsche, al municipi de Bakum (en), al districte de Vechta (en). Situat a la frontera dels districtes de Cloppenburg i Vechta, Addrup es troba al centre de la regió de l'Oldenburger Münsterland (en).

## Història
La primera prova escrita de l'existència d'Addrup data del 950, inicialment el poble es deia Adathorpe. El 1340 el nom es va canviar per Addorpe, el 1376 es va dir Adorpe.
A l'edat mitjana, el comte de Tecklenburg (en) va establir un tribunal a Addrup. Més tard, el poble va formar part del Principat-Bisbat de Münster, del Ducat d'Oldenburg (en), del Departament de l'Ems Superior (en), després del Gran Ducat d'Oldenburg (en), de l'Estat Lliure d'Oldenburg i del Gau de Weser-Ems. Des de 1946, Addrup forma part de l'estat alemany de Baixa Saxònia.
El 1987 la gent d'Addrup va construir la Göpelplatz, una plaça del poble amb un pavelló i un terreny de joc per a nens.

## Gent notable
- Caspar Henry Borgess (en) (1824-1890), bisbe de Detroit
- Clemens große Macke (de) (n. 1959), antic diputat del Landtag de Baixa Saxònia (en)